# Mycale massa
Mycale massa är en svampdjursart som först beskrevs av Schmidt 1862.  Mycale massa ingår i släktet Mycale och familjen Mycalidae. Inga underarter finns listade i Catalogue of Life.